# ديف بورنس
ديف بورنس (بالإنجليزية: Dave Burns)‏ هو معلم موسيقى أمريكي، ولد في 5 مارس 1924 في بيرث أمبوي في الولايات المتحدة، وتوفي في 5 أبريل 2009 في فريبورت في الولايات المتحدة.

## وصلات خارجية
- ديف بورنس على موقع ميوزك برينز (الإنجليزية)
- ديف بورنس على موقع أول ميوزيك (الإنجليزية)
- ديف بورنس على موقع ديسكوغز (الإنجليزية)